# Svenska basketligan 2018-19
La temporada 2018-2019 de la Svenska basketligan fue la edición número 26 de la Svenska basketligan, el primer nivel de baloncesto en Suecia. La temporada comenzó el 21 de septiembre de 2018 y terminó el 12 de mayo de 2019. El Södertälje Kings se proclamó campeón por decimosegunda vez en su historia.

## Formato
Los diez equipos jugaron cuatro partidos contra cada uno de los otros equipos para un total de 36 partidos. Los ocho equipos mejor calificados disputaron los playoffs, el noveno clasificado jugó un playoff de descenso al mejor de tres contra los subcampeones de la Primera División y el último equipo sería relegado directamente.

## Equipos
| Equipo              | Ciudad     | Pabellón             | Capacidad |
| ------------------- | ---------- | -------------------- | --------- |
| Luleå               | Luleå      | Luleå Energi Arena   | 2,700     |
| Borås               | Borås      | Boråshallen          | 3,000     |
| Jämtland            | Östersund  | Östersunds sporthall | 1,700     |
| Köping Stars        | Köping     | Karlbergshallen      | 650       |
| Norrköping Dolphins | Norrköping | Stadium Arena        | 4,500     |
| Nässjö              | Nässjö     | Nässjö Sporthall     | 1,200     |
| Södertälje Kings    | Södertälje | Täljehallen          | 2,200     |
| Umeå                | Umeå       | Umeå Energi Arena    | 1,270     |
| Uppsala             | Uppsala    | IFU Arena            | 2,880     |
| Wetterbygden Stars  | Huskvarna  | Huskvarna Sporthall  | 422       |

## Temporada regular

### Clasificación
| Pos. | Equipo              | PJ | G  | P  | PF   | PC   | DP   | Pts | Clasificación o descenso                 |
| ---- | ------------------- | -- | -- | -- | ---- | ---- | ---- | --- | ---------------------------------------- |
| 1    | Södertälje Kings    | 36 | 29 | 7  | 3088 | 2797 | +291 | 58  | Clasificado para playoffs                |
| 2    | Borås               | 36 | 27 | 9  | 3444 | 3091 | +353 | 54  | Clasificado para playoffs                |
| 3    | Norrköping Dolphins | 36 | 27 | 9  | 3032 | 2651 | +381 | 54  | Clasificado para playoffs                |
| 4    | Luleå               | 36 | 24 | 12 | 3082 | 2850 | +232 | 48  | Clasificado para playoffs                |
| 5    | Jämtland            | 36 | 23 | 13 | 3422 | 3189 | +233 | 46  | Clasificado para playoffs                |
| 6    | Nässjö              | 36 | 14 | 22 | 2855 | 2992 | −137 | 28  | Clasificado para playoffs                |
| 7    | Wetterbygden Stars  | 36 | 12 | 24 | 2839 | 2945 | −106 | 24  | Clasificado para playoffs                |
| 8    | Umeå                | 36 | 9  | 27 | 3017 | 3255 | −238 | 18  | Clasificado para playoffs                |
| 9    | Köping Stars (O)    | 36 | 9  | 27 | 2805 | 3108 | −303 | 18  | Clasificado para playoffs de permanencia |
| 10   | Uppsala (R)         | 36 | 3  | 33 | 2776 | 3482 | −706 | 6   | Descenso a Superettan                    |

 Fuente: SBL

### Resultados
| Local \ Visitante   | BOR     | JAM    | KOP    | LUL    | NOR   | NAS    | SOD    | UME    | UPP    | WET   |
| ------------------- | ------- | ------ | ------ | ------ | ----- | ------ | ------ | ------ | ------ | ----- |
| Borås               | —       | 90–93  | 111–75 | 75–87  | 97–84 | 103–80 | 76–85  | 113–82 | 113–83 | 95–74 |
| Jämtland            | 120–113 | —      | 95–61  | 92–108 | 97–89 | 101–93 | 95–100 | 98–95  | 107–59 | 93–91 |
| Köping Stars        | 83–86   | 84–91  | —      | 80–79  | 67–78 | 75–82  | 68–81  | 83–71  | 101–92 | 55–98 |
| Luleå               | 97–80   | 87–78  | 86–71  | —      | 77–79 | 96–68  | 75–68  | 89–82  | 107–80 | 77–88 |
| Norrköping Dolphins | 101–63  | 89–84  | 70–65  | 74–53  | —     | 83–68  | 72–77  | 90–73  | 97–65  | 91–71 |
| Nässjö              | 83–88   | 108–82 | 72–69  | 85–81  | 84–82 | —      | 82–87  | 84–92  | 113–71 | 99–86 |
| Södertälje Kings    | 101–93  | 97–78  | 91–77  | 93–95  | 89–82 | 89–81  | —      | 86–75  | 105–57 | 79–73 |
| Umeå                | 87–106  | 81–112 | 104–83 | 78–100 | 72–93 | 80–71  | 73–83  | —      | 111–93 | 75–81 |
| Uppsala             | 84–113  | 87–109 | 68–70  | 59–90  | 81–95 | 91–78  | 70–88  | 76–91  | —      | 80–89 |
| Wetterbygden Stars  | 80–104  | 62–93  | 86–85  | 62–74  | 70–85 | 77–79  | 76–80  | 102–79 | 92–56  | —     |

| Local \ Visitante   | BOR     | JAM     | KOP    | LUL    | NOR   | NAS   | SOD    | UME    | UPP    | WET    |
| ------------------- | ------- | ------- | ------ | ------ | ----- | ----- | ------ | ------ | ------ | ------ |
| Borås               | —       | 110–94  | 107–70 | 110–82 | 95–92 | 79–78 | 90–72  | 91–84  | 101–84 | 84–79  |
| Jämtland            | 106–103 | —       | 93–80  | 95–99  | 94–82 | 89–66 | 73–86  | 118–85 | 117–98 | 100–90 |
| Köping Stars        | 72–101  | 103–108 | —      | 68–86  | 71–79 | 85–73 | 76–81  | 73–76  | 96–77  | 100–71 |
| Luleå               | 97–107  | 99–88   | 87–79  | —      | 80–64 | 90–74 | 60–61  | 93–95  | 94–58  | 88–83  |
| Norrköping Dolphins | 83–85   | 84–76   | 83–65  | 84–76  | —     | 80–48 | 92–64  | 72–52  | 107–69 | 78–67  |
| Nässjö              | 69–95   | 88–94   | 80–82  | 65–68  | 56–89 | —     | 75–82  | 86–76  | 99–74  | 79–78  |
| Södertälje Kings    | 93–75   | 97–92   | 94–68  | 86–89  | 85–86 | 79–70 | —      | 86–74  | 97–68  | 80–65  |
| Umeå                | 91–105  | 84–98   | 100–93 | 87–82  | 72–81 | 77–79 | 94–100 | —      | 108–91 | 100–98 |
| Uppsala             | 95–103  | 76–106  | 88–97  | 67–83  | 72–84 | 77–87 | 74–89  | 89–80  | —      | 82–87  |
| Wetterbygden Stars  | 71–84   | 65–63   | 83–75  | 85–71  | 71–76 | 65–63 | 68–77  | 77–81  | 78–85  | —      |

## Playoffs
Los playoffs se disputaron al mejor de 5 (1-1-1-1-1).

### Cuadro final
|  | Cuartos de final    | Cuartos de final    |                  |   | Semifinales | Semifinales |  |  | Final | Final |
|  |                     |                     |                  |   |             |             |  |  |       |       |
|  |                     |                     |                  |   |             |             |  |  |       |       |
|  |                     |                     |                  |   |             |             |  |  |       |       |
|  | Södertälje Kings    | 3                   |                  |   |             |             |  |  |       |       |
|  | Södertälje Kings    | 3                   |                  |   |             |             |  |  |       |       |
|  | Umeå                | 0                   |                  |   |             |             |  |  |       |       |
|  | Umeå                | 0                   | Södertälje Kings | 4 |             |             |  |  |       |       |
|  |                     |                     | Södertälje Kings | 4 |             |             |  |  |       |       |
|  |                     | Jämtland            | 2                |   |             |             |  |  |       |       |
|  | Luleå               | Jämtland            | 2                | 2 |             |             |  |  |       |       |
|  | Luleå               |                     |                  | 2 |             |             |  |  |       |       |
|  | Jämtland            | 3                   |                  |   |             |             |  |  |       |       |
|  | Jämtland            | 3                   | Södertälje Kings | 4 |             |             |  |  |       |       |
|  |                     |                     | Södertälje Kings | 4 |             |             |  |  |       |       |
|  |                     | Borås               | 1                |   |             |             |  |  |       |       |
|  | Borås               | Borås               | 1                | 3 |             |             |  |  |       |       |
|  | Borås               |                     |                  | 3 |             |             |  |  |       |       |
|  | Wetterbygden Stars  | 1                   |                  |   |             |             |  |  |       |       |
|  | Wetterbygden Stars  | 1                   | Borås            | 4 |             |             |  |  |       |       |
|  |                     |                     | Borås            | 4 |             |             |  |  |       |       |
|  |                     | Norrköping Dolphins | 2                |   |             |             |  |  |       |       |
|  | Norrköping Dolphins | Norrköping Dolphins | 2                | 3 |             |             |  |  |       |       |
|  | Norrköping Dolphins |                     |                  | 3 |             |             |  |  |       |       |
|  | Nässjö              | 0                   |                  |   |             |             |  |  |       |       |
|  | Nässjö              | 0                   |                  |   |             |             |  |  |       |       |

### Cuartos de final
| Equipo 1            | Series | Equipo 2           | 1.er partido | 2.º partido | 3.er partido | 4.º partido | 5.º partido |
| ------------------- | ------ | ------------------ | ------------ | ----------- | ------------ | ----------- | ----------- |
| Södertälje Kings    | 3–0    | Umeå               | 90–73        | 87–72       | 85–70        | 0           | 0           |
| Borås               | 3–1    | Wetterbygden Stars | 98–64        | 80–64       | 93–94        | 74–61       | 0           |
| Norrköping Dolphins | 3–0    | Nässjö             | 72–56        | 84–83       | 91–85        | 0           | 0           |
| Luleå               | 2–3    | Jämtland           | 97–92        | 80–89       | 110–80       | 75–86       | 90–103      |

### Semifinales
Los equipos mejor clasificados disputaron los partidos 1, 3, 5 y 7 en casa.
| Equipo 1         | Series | Equipo 2            | 1.er partido | 2.º partido | 3.er partido | 4.º partido | 5.º partido | 6.º partido | 7.º partido |
| ---------------- | ------ | ------------------- | ------------ | ----------- | ------------ | ----------- | ----------- | ----------- | ----------- |
| Södertälje Kings | 4–2    | Jämtland            | 86–73        | 100–91      | 86–70        | 76–84       | 78–79       | 76–85       | 0           |
| Borås            | 4–2    | Norrköping Dolphins | 69–52        | 67–85       | 95–74        | 108–65      | 57–86       | 92–80       | 0           |

### Final
El equipo mejor clasificados disputaron los partidos 1, 3, 5 y 7 en casa.
| Equipo 1         | Series | Equipo 2 | 1.er partido | 2.º partido | 3.er partido | 4.º partido | 5.º partido | 6.º partido | 7.º partido |
| ---------------- | ------ | -------- | ------------ | ----------- | ------------ | ----------- | ----------- | ----------- | ----------- |
| Södertälje Kings | 4–1    | Borås    | 92–81        | 78–63       | 79–76        | 80–97       | 81–70       | 0           | 0           |